# リンパ節

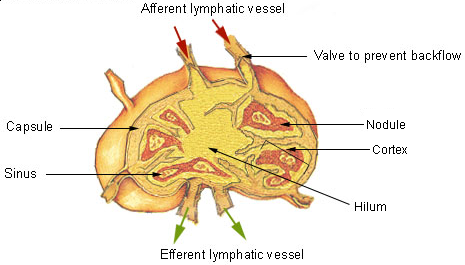
リンパ節の構造
・Afferent lympahatic vessel：輸入リンパ管
・Valve to prevent backflow：逆流防止弁
・Capsule：皮膜
・Sinus：リンパ洞
・Nodule：リンパ小節
・Cortex：皮質
・Hilum：リンパ節の門
・Efferent lymphatic vessel：輸出リンパ管

リンパ節（リンパせつ）とは免疫系に属する二次リンパ器官である。獣医学領域では体の同一部位にみられるリンパ節またはリンパ節群をリンパ中心（lymph center）と称する。
哺乳類の免疫器官のひとつである。全身からリンパ液を回収して静脈に戻すリンパ管系の途中に位置し組織内に進入、あるいは生じた非自己異物が血管系に入り込んで全身に循環してしまう前にチェックし免疫応答を発動して食い止める関所のような機能を持つ。
豆の様な形の0.2-3cmの大きさの小体で一つの場所に2～10数個集まり、全身で600個程度ある。
リンパ節には、周囲から多くのリンパ管が入り、一部の凹んだリンパ門からは入ったリンパ管よりも少ない数のリンパ管が出ている。

## 概要
リンパ節は細網組織から構成されるリンパ洞と、リンパ球（免疫抗体を産生する細胞）の集まるリンパ小節により成る。
リンパ小節ではリンパ球の増生が行われリンパ洞は濾過装置として細菌や異物を食作用によって処理する。抗体生産も行う。
ブタのリンパ節は他の動物と異なり、皮質と髄質が逆に位置する（逆リンパ節）。
病原体などの異物が流入したとき、免疫応答のパターンによっては発赤腫脹を起こしてリンパ節炎を起こすことがある。また癌細胞が組織液に遊離してリンパ管に流入した場合には当然癌細胞をここでせき止めて殺そうとするが、殺しきれない場合にはそのまま癌細胞が増殖してリンパ節自体に転移が生じることが多い。いずれにせよリンパ節の異常の多くはリンパ管系のリンパ節より上流側に位置する末梢組織に病原体や毒素などの非自己異物の進入、あるいは悪性新生物などの自己起源の非自己異物の発生が起き、それに対する免疫応答が発動したことを意味する。
癌の摘出手術に合わせ、必要な「リンパ節郭清」を行う。

## 構造
リンパ節はソラマメ状の形態をしており、凸側から多数の輸入リンパ管が入り、「門」(hilum) と呼ばれる凹側から輸出リンパ管が出ている。また、血管が門から出入している。
全体の形態は被膜 (capsule) と、これより内部に突出した梁柱 (trabecula) により形成されている。これらにそってリンパ洞が存在し、流入したリンパ液が流れている。梁柱間の空間は輸入リンパ管側より、皮質と髄質を持っており、さらに皮質はB細胞からなる濾胞を中央にもち、周囲におもにT細胞からなる傍皮質を持つ。T細胞領域には高内皮性小静脈 (high endothelial venules, HEV) と呼ばれる血管が存在し、リンパ球はこの領域で血中よりリンパ節に移動する。髄質は髄索 (medullary cord) と髄洞からなる。

## 主なリンパ節
後頭リンパ節
後頭部の皮下にあるリンパ節。後頭部、頚部のリンパの集合場所。
耳介後リンパ節
胸鎖乳突筋上部表面にあるリンパ節。耳介後面、頭頂部のリンパの集合場所。
耳下腺リンパ節
耳下腺の実質中もしくは被膜上にあるリンパ節。頭頂前部、耳介、外耳道、鼓膜、耳下腺のリンパの集合場所。
顎下リンパ節
顎下腺付近にあるリンパ節。顔面部、口腔のリンパの集合場所。
オトガイリンパ節
オトガイ下にあるリンパ節。舌尖、下唇、オトガイなどのリンパの集合場所。
ウィルヒョウのリンパ節
左鎖骨上部にあるリンパ節。ここの腫れは胃癌の徴候として知られている。
腋窩リンパ節
腋窩にある20～30個のリンパ節群を指す。乳癌転移を起こしやすい場所。転移を認めると、リンパ節郭清を行う。
気管支肺リンパ節
肺内のリンパの総称。肺門リンパ節とも呼ばれ、肺結核初期に炎症が起こる。
腸リンパ本幹
腹腔内のリンパの集合場所。
鼡径リンパ節
下肢の付け根の前面（鼡径部）に集まる数十個のリンパ節。触診しやすく臨床上非常に有効。
他にも多くのリンパ節が存在する。

## センチネルリンパ節 （Sentinel node ，SN）
腫瘍から最初にリンパ流が到達するリンパ節で見張りリンパ節とも呼ばれる。特に乳癌患者に対する腋窩リンパ節郭清について、このリンパ節への転移が郭清の要否を判断する材料とする見解が主流 である。センチネルノードコンセプト（Sentinel Node concept）が乳癌以外にも応用可能かには未だ議論がある。

## 腫大リンパ節の良性・悪性の鑑別
ここでいう良性とはリンパ節炎、悪性とはリンパ腫のことである。

## 追加画像

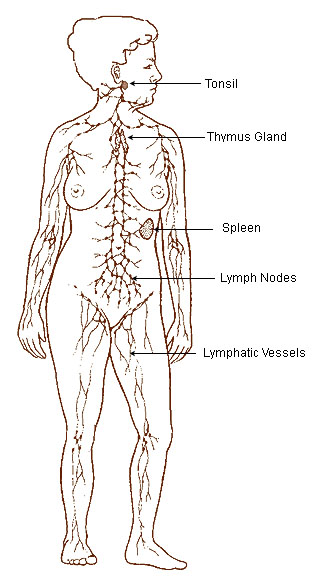
ヒトのリンパ系
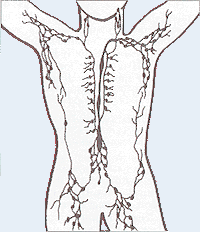
ヒトのリンパ系
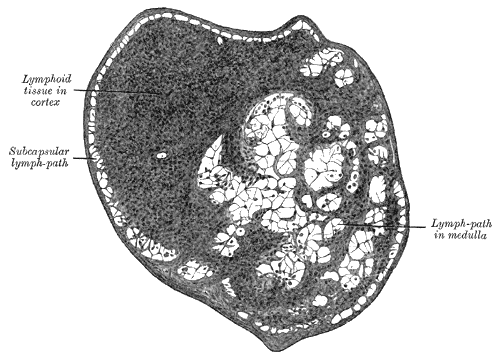
ウサギのリンパ節の断面
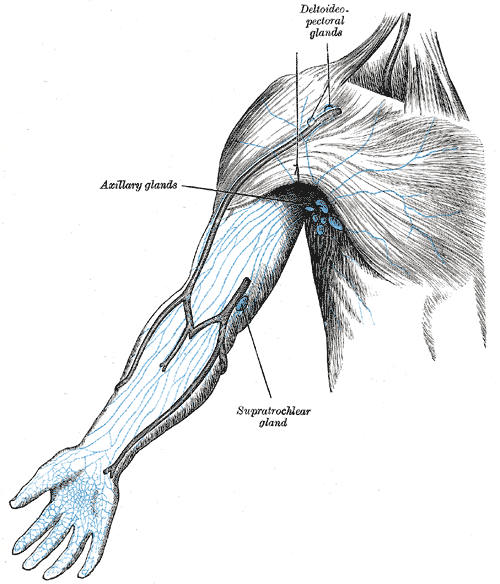
腕のリンパ管
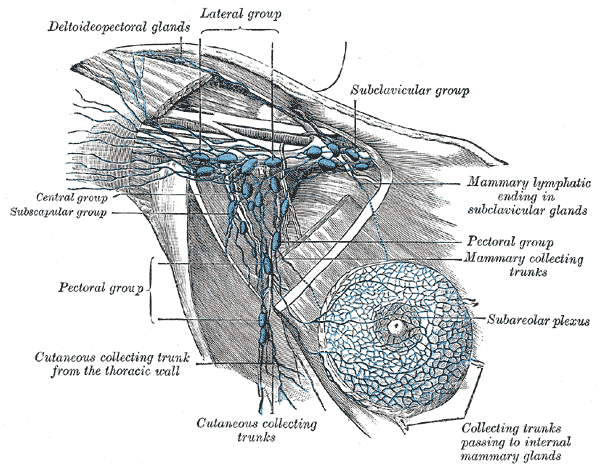
腋窩部のリンパ管
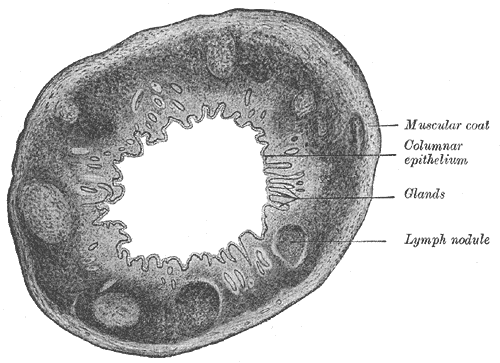
ヒトの虫垂の横断面
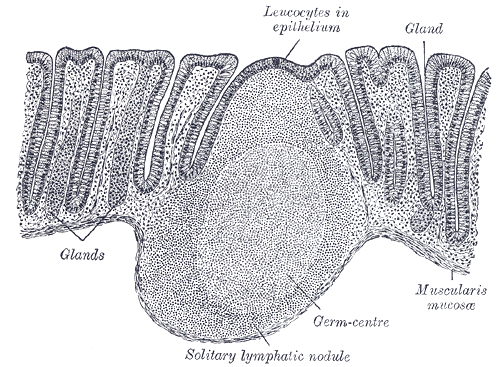
ヒトの直腸の粘膜の断面。